# Michel Robert
Michel Henri Noël Robert (Corbelin, 24 de diciembre de 1948) es un jinete francés que compitió en la modalidad de salto ecuestre.
Participó en tres Juegos Olímpicos de Verano, entre los años 1972 y 1992, obteniendo dos medallas de bronce en la prueba por equipos, en Seúl 1988 (junto con Hubert Bourdy, Frédéric Cottier y Pierre Durand) y en Barcelona 1992 (con Hervé Godignon, Hubert Bourdy y Éric Navet).
Ganó cinco medallas en el Campeonato Mundial de Saltos Ecuestres entre los años 1982 y 1994, y seis medallas en el Campeonato Europeo de Saltos Ecuestres entre los años 1987 y 2011.

## Palmarés internacional
| Juegos Olímpicos   | Juegos Olímpicos          | Juegos Olímpicos  | Juegos Olímpicos |
| Año                | Lugar                     | Medalla           | Categoría        |
| ------------------ | ------------------------- | ----------------- | ---------------- |
| 1988               | Seúl (Corea del Sur)      | Medalla de bronce | Por equipos      |
| 1992               | Barcelona (España)        | Medalla de bronce | Por equipos      |
| Campeonato Mundial |                           |                   |                  |
| Año                | Lugar                     | Medalla           | Categoría        |
| 1982               | Dublín (Irlanda)          | Medalla de oro    | Por equipos      |
| 1982               | Dublín (Irlanda)          | Medalla de bronce | Individual       |
| 1986               | Aquisgrán (RFA)           | Medalla de bronce | Por equipos      |
| 1994               | La Haya (Países Bajos)    | Medalla de plata  | Individual       |
| 1994               | La Haya (Países Bajos)    | Medalla de plata  | Por equipos      |
| Campeonato Europeo |                           |                   |                  |
| Año                | Lugar                     | Medalla           | Categoría        |
| 1987               | San Galo (Suiza)          | Medalla de plata  | Por equipos      |
| 1989               | Róterdam (Países Bajos)   | Medalla de plata  | Por equipos      |
| 1993               | Gijón (España)            | Medalla de plata  | Individual       |
| 1993               | Gijón (España)            | Medalla de bronce | Por equipos      |
| 2003               | Donaueschingen (Alemania) | Medalla de plata  | Por equipos      |
| 2011               | Madrid (España)           | Medalla de plata  | Por equipos      |